# We Ski & Snowboard
We Ski & Snowboard, connu sous le nom de Family Ski: World Ski and Snowboard au Japon et Family Ski and Snowboard en Europe, est un jeu vidéo de sport sorti sur la Wii entre 2008 et 2009 utilisant principalement la Wii Balance Board. Il s'agit de la suite de We Ski.

## Système de jeu
Les joueurs peuvent skier grâce à la Wii Balance Board et en se servant de la télécommande Wii et du Nunchuck comme de bâtons de ski. Il est aussi possible de faire du snowboard avec les mêmes accessoires. Plusieurs modes de jeu sont possibles pour descendre les 7 000 mètres de pente, comme le slalom ou la rampe. Un mode multijoueur est également disponible, permettant de parcourir les pistes jusqu'à quatre. Les Miis font office de personnages jouables,,.

## Accueil

### Critiques
We Ski & Snowboard reçoit un accueil critique plutôt mitigé, avec une moyenne de 66/100 selon Metacritic sur la base de vingt-sept critiques de la presse spécialisée.
Le journaliste miniblob de Jeuxvideo.com trouve les graphismes « relativement corrects », bien que les arbres fassent « peine à voir quand on s'en approche ». Il note que « la maniabilité a assez peu évolué depuis le premier épisode » ; il explique que « le jeu peut être agréable et immersif quand on y joue à la Balance Board », mais que « le résultat est beaucoup moins convaincant quand on se contente des contrôles à la Wiimote et au Nunchuk ». Il salue la durée de vie du titre, indiquant que la superficie du domaine skiable a doublé depuis le premier opus. Il déplore cependant la qualité de la bande-son, disant même qu'« il ne faut pas faire la fine oreille pour apprécier cette bouillie sonore », mais trouve que les sons de glisse dans la neige sont « toujours aussi bien retranscrit ». Il donne au jeu la note de 14/20.
Daemon Hatfield, journaliste chez IGN, explique que « We Ski & Snowboard va trop loin dans le domaine du casual ». Il déplore que « sans structure ni objectif à atteindre, le jeu ne bouge pas : les joueurs ne sont pas incités à faire quoi que ce soit ». Selon lui, le plaisir procuré par la pratique des sports d'hiver n'est pas atteint à cause de « la lenteur du jeu et la maladresse des commandes ». Il apprécie cependant le fait que la Wii Balance Board soit « bien implémentée », mais regrette le fait que ce soit « à peu près la seule raison de donner une chance à cette suite ». Il donne à We Ski & Snowboard la note de 5,4/10.

### Ventes
Selon le site VGChartz, We Ski & Snowboard se serait vendu à 280 000 exemplaires dans le monde fin 2009,.